# Suavemente (Scooter)
Suavemente è un singolo del gruppo tedesco Scooter, pubblicato nel 2005 come quarto e ultimo singolo dall'album Mind the Gap. La canzone è una cover scritta originariamente da Elvis Crespo. La versione presente nel singolo è diversa da quella dell'album, essendo stata significativamente modificata e praticamente riscritta.
Inizialmente, il gruppo voleva pubblicare la cover dei Depeche Mode, "Stripped", ma alla fine scelsero "Suavemente" per ragioni commerciali. Tuttavia, la scelta si rivelò non molto fortunata, e il singolo ottenne solo un successo moderato. "Stripped" venne pubblicata nel 2007 come singolo solo online.

## Tracce
1. Suavemente (Radio Edit) – 3:35
2. Suavemente (Extended) – 5:40
3. Suavemente (Club Mix) – 6:48
4. Suavemente (Original Club) – 3:29
5. Trance-Atlantic (Club Mix) – 4:04
6. Videoclip (Incluso come contenuto multimediale)

### Versione Vinile
1. Suavemente (Extended) – 5:40
2. Suavemente (Club Mix) – 6:48

- Una variante include la traccia "Trance-Atlantic" nella versione completa come lato B.

## Altre versioni
Una versione promozionale del singolo contiene l'originale Radio Edit, che differisce dalla versione finale solo per i primi secondi della traccia.
Nella riedizione del 2013 "Mind the Gap (20 Years of Hardcore Expanded Edition)", è stata inclusa la versione del singolo invece di quella dell'album.